# Fanjunkare
Fanjunkare (från tyska: Fahnenjunker) är en militär grad som förekommer och har förekommit i olika länders arméer.

## Etymologi
Fanjunkaren var ursprungligen den unge man ("junker") som hade i uppgift att bära regementets fana.

## Länder

### Finland
I den moderna finländska armén har graden faanjunkkari endast använts 1918 och avsåg då deltagare i en officersutbildningskurs i Fredrikshamn.

### Norge
Fanejunker var den högsta underofficersgraden i Norge till 1927. Den tilldelades normalt kommandersersjanter efter fem år i denna grad. Graden användes i infanteriet, ingenjörstrupperna, sjukvårdstrupperna och flygvapnet. I kavalleriet var motsvarande grad standartjunker och i artilleriet stykkjunker.

### Ryssland
Фанен-юнкер (fanen-junker) var till 1856 en grad för officersaspiranter i det lätta kavalleriet.

### Sverige

#### Historisk utveckling
Fanjunkare var i Sverige en underofficersgrad som infördes 1806 i den svenska armén. Graden blev 1833 högsta underofficersgraden i den indelta armén och 1837 i den värvade armén samt från 1936 den näst högsta i armén efter förvaltare. Vid befälsreformen 1972 blev personer med fanjunkares grad (i artilleriet styckjunkare) utnämnda till antingen löjtnanter eller kaptener beroende på anställningstiden i graden, medan personer med överfurirs och rustmästares grad blev utnämnda till sergeanter eller fanjunkare. När 1983 års befälsordning infördes, utnämndes personer med fanjunkares grad till löjtnanter.
Styckjunkare var den motsvarande underofficersgraden vid truppslagen artilleri och luftvärn inom armén. Benämningen förekom redan under förra hälften av 1600-talet.

#### Mellan 1990 och 2008
Mellan 1990 och 2008 utnämndes inga nya fanjunkare i Sverige. De få som fanns kvar var:
1. förordnade i graden som värnpliktiga efter särskild kompetensprövning eller efter befordringskurs inom FBU (nuvarande Försvarsutbildarna),
2. förordnade i graden i hemvärnet eller
3. tillhör den snabbt krympande kategorin reservunderofficerare, som huvudsakligen anställts i reserven före 1983 efter förtidsavgång som yrkesunderofficer.
4. förordnade i utlandstjänstgöring eller annat specialfall

#### Sedan 2009
Fanjunkaregraden återinfördes 1 januari 2009 som en specialistofficersgrad över förste sergeant och under förvaltare. Tjänsteställningsmässigt står graden över fänrik men under löjtnant. Från juni 2018 räknas fanjunkaregraden som likvärdig med kaptensgraden.
Från november 2019 räknas fanjunkaregraden likvärdig med löjtnantsgraden. FFS 2019:6
| Armén | Armén | Flottan | Flygvapnet |
| ----- | ----- | ------- | ---------- |
|       |       |         |            |

#### Internationell jämförelse
Fanjunkargraden är av Försvarsmakten inplacerad i NATO-nivån OR 7, vilket motsvarar Sergeant First Class i US Army, Gunnery Sergeant i USMC, Staff/Colour Sergeant i brittiska armén, Hauptfeldwebel i Bundeswehr och Sergent-chef i franska armén. Bland grannländerna och de neutrala länderna motsvar graden Oversergent i den danska armén, fältväbel i Finlands armé, vanemveebel i den estniska armén, Feldweibel/Fourier/Hauptfeldweibel i den schweiziska armén samt Stabswachtmeister i Bundesheer.

### Tyskland
I Bundeswehr är en Fahnenjunker en officersaspirant med tjänsteställning som Unteroffizier (OR-5), motsvarande sergeant i Sverige.